# Plasa Alba Iulia, județul Alba
Plasa Alba Iulia (între 1938 și 1950) a fost o unitate administrativă sub-divizionară de ordin doi în cadrul județului Alba (interbelic). Reședința de plasă era în orașul Alba Iulia, care era totodată și reședința județului.

## Istoric
Plasa Alba Iulia a fost înființată în anul 1938, prin desprinderea unor localități din plasa Ighiu. Prin Legea nr. 5 din 6 septembrie 1950 au fost desființate județele și plășile din țară, pentru a fi înlocuite cu regiuni și raioane, unități administrative organizate după model sovietic.